# Вороновицька дубина
Воронови́цька дуби́на — ботанічна пам'ятка природи місцевого значення. Розташована на території Комарівської сільської ради Вінницького району Вінницької області (Вороновицьке лісництво, кв. 9, діл. 22) поблизу с. Комарів. 
Оголошена відповідно до рішення Вінницького облвиконкому від 18.08.1983 р. № 384. Перебуває у користуванні ДП «Вінницьке лісове господарство».
Охороняється високопродуктивна діброва віком понад 100 років, де зростає копитняк європейський.